# Platja de Portiello
La Platja de Portiellu, també coneguda com de Portiello de San Martín, és una de les vuit platges de la parròquia de Celorio, en el concejo de Llanes, Astúries. Des d'aquesta platja es té una bona vista de la serra del Cuera i els voltants de les platges estan plens de vegetació. S'emmarca en les platges de la Costa oriental d'Astúries, també conceguda com Costa Verda Asturiana i és considerada  paisatge protegit, des del punt de vista mediambiental (per la seva vegetació). Per aquest motiu està integrada, segons informació del Ministeri d'Agricultura, Alimentació i Medi Ambient, en el Paisatge Protegit de la Costa Oriental d'Astúries.

## Descripció
La platja deu el seu nom a una antiga portella que limitava els drets de pastura de les localitats de Celorio i Poo, entre les quals, i a una distància idèntica, està situada la platja. Es tracta d'un petita platja amb forma de petxina, a la qual s'accedeix a través d'una senda cicloturista de vianants que es va construir unint les localitats de Celorio i  Poo. És el límit oriental de la parròquia de Celorio.
Les seves dimensions varien enormement per les marees. I cal destacar l'aparició durant la baixamar d'un bassal de dimensions considerables conegut amb el nom de "la Poza", que és l'única zona d'una certa perillositat de la platja, tot i ser lloc de joc per als nens.
Aquesta platja no compta amb cap mena de servei, tot i que a l'estiu sol haver-hi un servei de salvament entre les 11: 30h i les 19h aproximadament.